# (15258) Alfilipenko
(15258) Alfilipenko (1990 RN17) – planetoida z pasa głównego asteroid okrążająca Słońce w ciągu 5,81 lat w średniej odległości 3,23 j.a. Odkryta 15 września 1990 roku.